# Токійський експрес

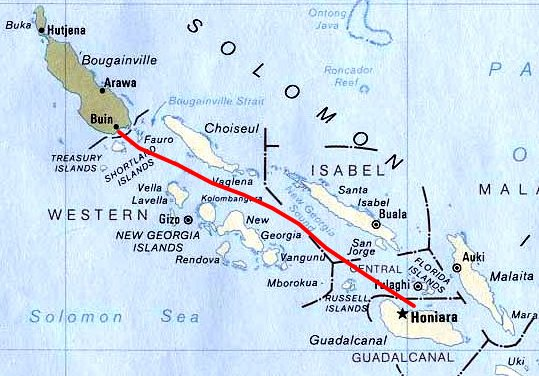
Початковий маршрут Токійського експреса через протоку Слот

Токійський експрес (англ. Tokyo Express) — назва, дана союзниками легким силам Військово-морського флоту Японської імперії, що доставляли підкріплення у вигляді військ, зброї та боєприпасів армійським силам, які діяли на островах навколо Нової Гвінеї і Соломонових островів протягом кампанії на Тихому океані під час Другої світової війни. Їхня тактика полягала в посадці військ і завантаженні припасів на швидкохідні військові кораблі, в основному есмінці, щоб, використовуючи їхню швидкість, доставляти вантажі в точку призначення і повертатися на базу протягом однієї ночі, уникаючи денних атак союзної авіації.

## Назва
Спочатку з'єднання постачання називалися союзниками «Експресом Кактуса» за назвою союзних сил на Гуадалканалі, які використовували це кодове ім'я для всієї операції на Гуадалканалі. Після того, як преса США почала називати ці з'єднання токійським експресом, командування союзних сил також стало використовувати цю назву, можливо, для збереження в таємниці кодового слова «Кактус». Самі японці нічні з'єднання постачання називали «щурячим перевезенням» (яп. 鼠 輸送, недзумі юсо:).

## Організація та історія
Необхідність організації «Токійського експреса» була викликана пануванням повітряних сил союзників на півдні Тихого океану, яке було досягнуто після висадки на Гуадалканалі і захопленні аеродрому, що отримав назву «Гендерсон-Філд», на якому стали базуватися «Військово-повітряні Сили Кактуса» у серпні 1942 року. Постачання військ і припасів тихохідними транспортними суднами на Гуадалканал і в Нову Гвінею дуже скоро довела їх високу вразливість від денних повітряних нальотів авіації. У зв'язку з цим командувач Об'єднаним флотом Японської імперії адмірал Ісороку Ямамото дозволив використання більш швидкохідних військових кораблів, виявлення яких було більше складною справою, а загроза повітряної атаки ставала для них мінімальною. Рейси Токійського експреса почалися відразу після бою біля острова Саво в серпні 1942 року, тривали протягом всієї кампанії на Соломонових островах і були припинені, коли один з останніх рейсів «експреса» був майже повністю знищений в бою біля мису Сент-Джордж 26 листопада 1943 року.
Оскільки зазвичай есмінці через необхідність швидкого повернення на базу не мали часу на виконання навантажувально-розвантажувальних робіт, багато з вантажів скидалися в воду в закритих сталевих контейнерах, пов'язаних разом стропами. Плаваючі контейнери або прибивало до берега, або вони виловлювалися з води з барж; нерідко вантажі губилися. Наприклад, однією ночі в грудні 1942 року з 1500 контейнерів, скинутих у море, було виловлено лише 300.

## Цікаві факти
Катер PT-109, яким командував майбутній президент Джон Кеннеді, був втрачений внаслідок погано організованої атаки на Токійський Експрес. 2 серпня 1943 японський есмінець «Амагірі» протаранив і розрізав торпедний катер навпіл.
Його дії під час спасіння команди зробили з нього героя війни. Кеннеді врятував 11 з 13 своїх моряків. Він залишався в морі протягом 4 годин, для того, щоб підтримувати життя деяких своїх важкообгорілих товаришів. За цей геройський вчинок його було нагороджено Медаллю ВМС та Корпусу морської піхоти, а також про це було надруковано у «Нью-Йорк Таймс».
Після того, як він став президентом, інцидент став культурним феноменом і породив пісні, книжки, фільми, серіали, іграшки і т. ін.